# 브라이언 세처

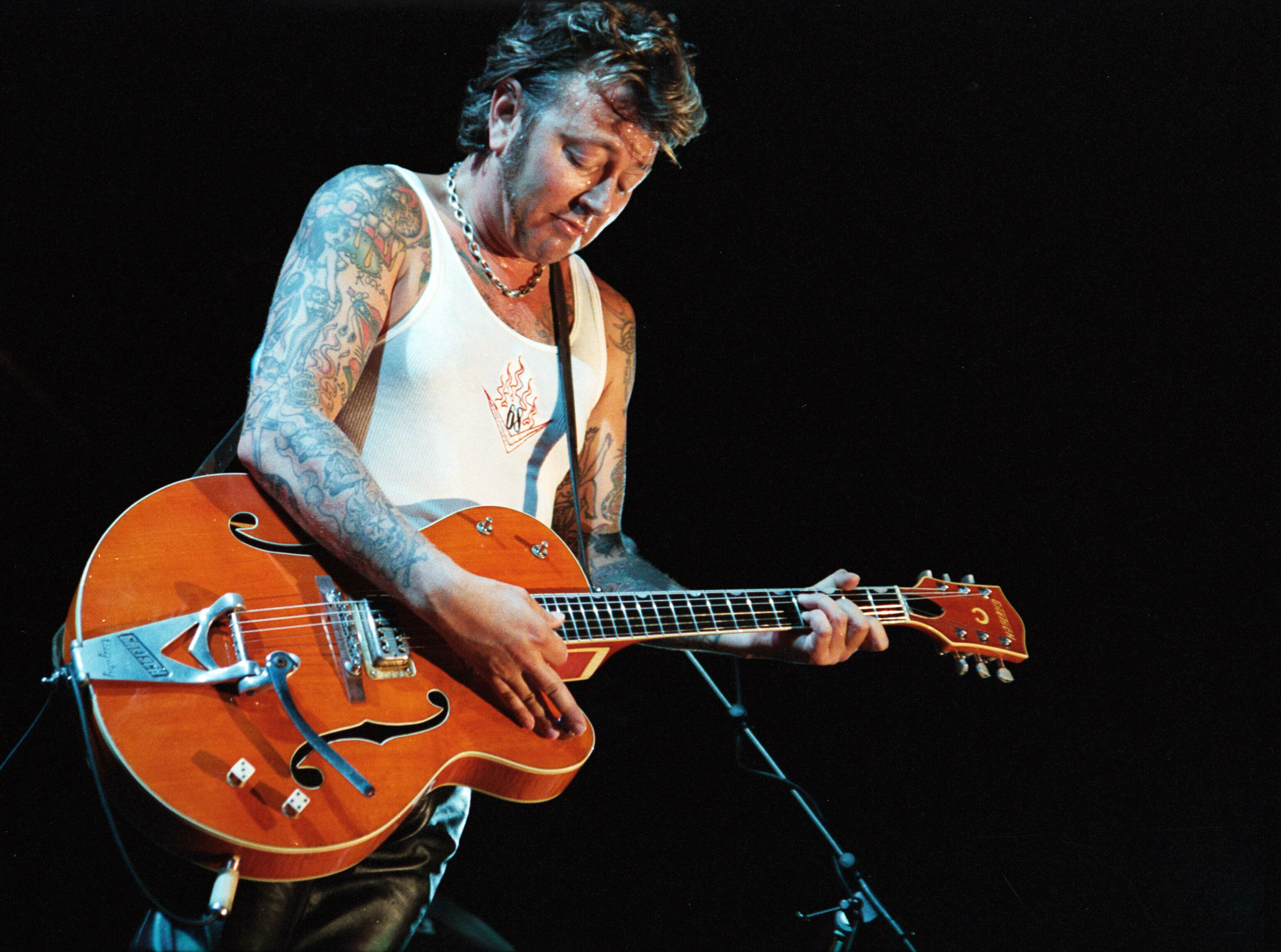

브라이언 세처(Brian Setzer)는 미국의 기타리스트다. 음악 그룹 Stray Cats의 멤버다.